# آرون جارویس (بازیکن فوتبال)
آرون جارویس (انگلیسی: Aaron Jarvis؛ زادهٔ ۲۴ ژانویهٔ ۱۹۹۸) بازیکن فوتبال اهل بریتانیا است.
از باشگاه‌هایی که در آن بازی کرده‌است می‌توان به باشگاه فوتبال لوتون تاون و باشگاه فوتبال بیزینگ‌استوک تاون اشاره کرد.